# Liigacup 2024
La Liigacup 2024 è la 23ª edizione di questo torneo, che si disputerà tra gennaio e marzo 2024. L'HJK è la squadra campione in carica. La competizione inizierà il 26 gennaio 2024 e si è conclusa con la finale il 30 marzo dello stesso anno.
L'HJK era la squadra campione in carica. L'Inter Turku ha conquistato il trofeo per la seconda volta nella sua storia.

## Formula
La competizione, come nell'edizione precedente, è composta da una fase a due gironi composti da sei squadre ciascuno, che si sfidano una sola volta. Le prime due classificate accedono alla fase finale, composte da semifinali secche, le cui vincenti si affrontano in una finale unica.

## Squadre
Parteciperanno alla Liigacup le dodici squadre iscritte alla Veikkausliiga 2024:
- AC Oulu
- EIF
- Gnistan
- Haka
- HJK
- IFK Mariehamn

- Ilves
- Inter Turku
- KuPS
- Lahti
- VPS
- SJK

## Fase a gironi

### Girone A
| Pos. | Squadra       | Pt | G | V | N | P | GF | GS | DR |
| ---- | ------------- | -- | - | - | - | - | -- | -- | -- |
| 1.   | Lahti         | 10 | 5 | 3 | 1 | 1 | 10 | 6  | +4 |
| 2.   | Inter Turku   | 9  | 5 | 3 | 0 | 2 | 9  | 8  | +1 |
| 3.   | HJK           | 9  | 5 | 3 | 0 | 2 | 8  | 7  | +1 |
| 4.   | Gnistan       | 7  | 5 | 2 | 1 | 2 | 9  | 7  | +2 |
| 5.   | IFK Mariehamn | 5  | 5 | 1 | 2 | 2 | 4  | 4  | 0  |
| 6.   | EIF           | 3  | 5 | 1 | 0 | 4 | 7  | 15 | -8 |

|               | EIF | Gni | HJK | Int | IFK | Lah |
| Ekenäs IF     |     | 2-5 |     | 1-3 |     |     |
| IF Gnistan    |     |     | 1-2 |     |     | 1-2 |
| HJK           | 4-1 |     |     | 1-2 | 1-0 |     |
| Inter Turku   |     | 1-2 |     |     | 0-2 | 3-2 |
| IFK Mariehamn | 1-2 | 0-0 |     |     |     |     |
| Lahti         | 2-1 |     | 3-0 |     | 1-1 |     |

### Girone B
| Pos. | Squadra | Pt | G | V | N | P | GF | GS | DR |
| ---- | ------- | -- | - | - | - | - | -- | -- | -- |
| 1.   | Ilves   | 10 | 5 | 3 | 1 | 1 | 9  | 6  | +3 |
| 2.   | KuPS    | 9  | 5 | 3 | 0 | 2 | 12 | 7  | +5 |
| 3.   | Haka    | 8  | 5 | 2 | 2 | 1 | 7  | 5  | +2 |
| 4.   | SJK     | 6  | 5 | 2 | 0 | 3 | 7  | 9  | -2 |
| 5.   | AC Oulu | 5  | 5 | 1 | 2 | 2 | 4  | 5  | -1 |
| 6.   | VPS     | 4  | 5 | 1 | 1 | 3 | 4  | 11 | -7 |

|         | ACO | Hak | Ilv | Kup | SJK | VPS |
| AC Oulu |     | 0-0 | 0-1 |     |     |     |
| Haka    |     |     |     | 3-1 | 1-2 |     |
| Ilves   |     | 2-2 |     |     |     | 3-1 |
| KuPS    | 3-1 |     | 0-2 |     |     | 5-0 |
| SJK     | 0-2 |     | 3-1 | 1-3 |     |     |
| VPS     | 1-1 | 0-1 |     |     | 2-1 |     |

## Fase finale

### Semifinali
| Squadra 1     | Risultato | Squadra 2   |
| ------------- | --------- | ----------- |
| 9 marzo 2024  |           |             |
| Ilves         | 0 - 1     | Inter Turku |
| 16 marzo 2024 |           |             |
| Lahti         | 0 - 2     | KuPS        |

### Finale
| Arbitro: | Dennis Antamo |

|                              |                      |                                  |
| Jansen 50’ Smith 86’         | Marcatori            | 15’ (aut.) 90+1’ Vidjeskog       |
| Smith Krebs Lahdensuo Rökman | Tiri di rigore 4 – 2 | Muzinga Vidjeskog Pennanen Antwi |